# 黃浦公園

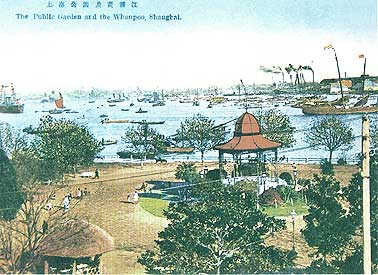
1920年代的黄浦公園

黃浦公園，位於中國上海黃浦區，是中國最早的現代化公園，始建於1886年，公園由一個蘇格蘭園丁設計，內有休息亭和网球场。當時公園稱為公共花園、外灘公園及大橋公園等。於1890年開始，公園不向華人開放（僅允許華人阿嬤入內），直至1928年7月1日才再次允許華人進入。
1946年，更改為現名。1990年代，公園進行改建。1994年5月27日，位於公園內的上海市人民英雄紀念塔建成。9月30日，上海市人民英雄紀念塔大廳內的外灘歷史紀念館對外開放。

## 另見
- “华人与狗不得进入”标牌